# 関光徳
関 光徳（せき みつのり、1941年1月4日 - 2008年6月6日）は、日本の元プロボクサー。元OBF東洋フェザー級王者。横浜光ボクシングジム初代会長。東京都北区出身。

## 来歴

### 現役時代
世界ミドル級チャンピオンであったロッキー・グラジアノの半生を映画化した「傷だらけの栄光」に興奮した友人のボクシングジム入門に付き添っていったところ、つい自分も入門してしまったという。
1958年12月、新和ボクシングジム（新和拳）からフライ級でデビューしたが初戦は4回判定で敗れて黒星。しかしアジアの強豪を次々に破り、デビューから2年半後の1961年6月27日、遂に世界初挑戦のチャンスを掴み、世界フライ級チャンピオンポーン・キングピッチ（ タイ）に挑戦。減量に苦しむ関はキングピッチの老獪なボクシングに強打を封じられ、判定負けで王座獲得ならず。
次戦でバンタム級に転級し、1961年8月31日、世界ランカーのジョー・メデルと再起戦を行うも5回にカウンターを受けKO負け。以後は階級をフェザー級に上げ、1962年9月12日、ベラニド・チャルムーン（ タイ）に12回判定勝ちしOBF東洋フェザー級王座を獲得し、この王座は、徐強一（ 韓国）、ジョニー・ハミト（ フィリピン）などの強豪らから12度防衛に成功した。
1963年は、年間11試合を行い全勝（8KO）、この余勢をかって1964年3月1日、東京：蔵前国技館で世界フェザー級王者シュガー・ラモス（ キューバ）に挑戦したが、ラモスの強打に歯が立たず6回KO負け。この試合の後、再起戦でも小林弘（中村）に10回判定負けするなど一時スランプであったが、その後復調し、1966年8月7日、ラモスをKOし王座についていた「メキシコの赤い鷹」ビセンテ・サルディバル（ メキシコ）に敵地で挑戦するチャンスを掴んだ。この試合では、左でダウンを奪うも15回判定負け。翌年1月29日の再戦でも7回KO負けするなど、フライ級時代を含め4回の世界王座挑戦も戴冠することはできなかった。
サルディバルの王座返上を受け、関は1968年1月23日、英国：ロンドンにて5度目の世界王座挑戦となったハワード・ウィンストン（ イギリス）とのWBC世界フェザー級王座決定戦を戦ったが、9回TKOで敗退し現役引退した。この試合は、当時JBCがまだWBCを認定していなかったため、国内でのWBCタイトル戦が挙行できず、敵地での開催となったものであり、試合がほぼ互角で進んだ9回に、関が右目の上に軽い傷を負い、レフェリーが試合を中断しリングドクターに見せようとしたところ、ストップと勘違いしたウィンストンのファンがリングになだれ込んで収拾がつかなくなり、うやむやのうちに関のTKO負けになってしまった。関に同行していたトレーナーの一人は、リングサイドで観戦していた前王者のサルディバルが、この措置に大声で「カブロン！」と何度も抗議していたのを目撃している。カブロンはスペイン語で「バカ野郎」。
稀代の名刀になぞらえ「名刀正宗」と呼ばれたサウスポーからの左ストレート、右フックの強打を武器に計5度の世界タイトルを戦ったが、遂に世界制覇はならなかった。当時の知名度は現在の世界チャンピオン以上であり、普段は腫れぼったい眠そうな眼をした優男でありながら、試合になると必殺の強打を振るうイメージから、人気時代劇映画の主人公になぞらえ「眠狂四郎」の異名を取った。グローブを交えた世界チャンピオン3人がいずれ劣らぬ歴史的強豪だったという事情から、「悲運のボクサー」の筆頭に挙げられることも多い名選手である。

### 引退後
引退後、所属ジムであった新和ジムを継承しセキジムと名称変更して新橋から大井町に移転。矢島康士、岡部繁といった日本王者を育てた。1995年4月に横浜市に移転し、横浜光ジムに名称変更し会長に就任。自身が成し得なかった世界王者の夢を後進の畑山隆則・新井田豊に託した。
2008年6月6日午前10時52分、クモ膜下出血により死去。67歳没。通夜は6月10日に行われ、葬儀には畑山隆則、新井田豊ら約700人が弔問に訪れた。また6月12日に日本武道館で行われたダブル世界戦のリングでは、関前会長追悼の10カウントゴングが響いた。

## エピソード
- 小説家の安部譲二が日本航空の客室乗務員を勤めていた頃、関が世界王座挑戦のため、安部と同じ航空機でメキシコに向かった。安部は関が試合中にトランクスをたくし上げる癖があるのを知っていたので「関さん、試合中にトランクスをたくし上げるのはやめた方がいいです」と忠告したことがあったという[5]。
- 現役時代の関光徳は、当時のボクサーには珍しく女性ファンの多い選手であった。歌手ちあきなおみや女優ひし美ゆり子 (ウルトラセブン・アンヌ隊員) が熱烈な関光徳ファンであり、ちあきは『芸能界に入れば関さんに逢えるかも知れない』と思って歌手デビューを果たした。
- 友人に付き合ってジムに入り才能を見出されたという逸話は、北野武の映画『キッズ・リターン』のもとになった。